# Pilotrichopsis dentata
Pilotrichopsis dentata là một loài Rêu trong họ Cryphaeaceae. Loài này được (Mitt.) Besch. miêu tả khoa học đầu tiên năm 1899.